# 3721 Widorn
3721 Widorn è un asteroide della fascia principale. Scoperto nel 1982, presenta un'orbita caratterizzata da un semiasse maggiore pari a 3,0203424 UA e da un'eccentricità di 0,0809934, inclinata di 8,77316° rispetto all'eclittica.
L'asteroide è dedicato all'astronomo austriaco Thomas R. Widorn.